# Lokalbahn Stramberg–Wernsdorf
Die Lokalbahn Stramberg–Wernsdorf war eine Lokalbahn-Aktiengesellschaft im heutigen Tschechien. Die Strecke führt von Štramberk nach Veřovice in Nordmähren.

## Geschichte

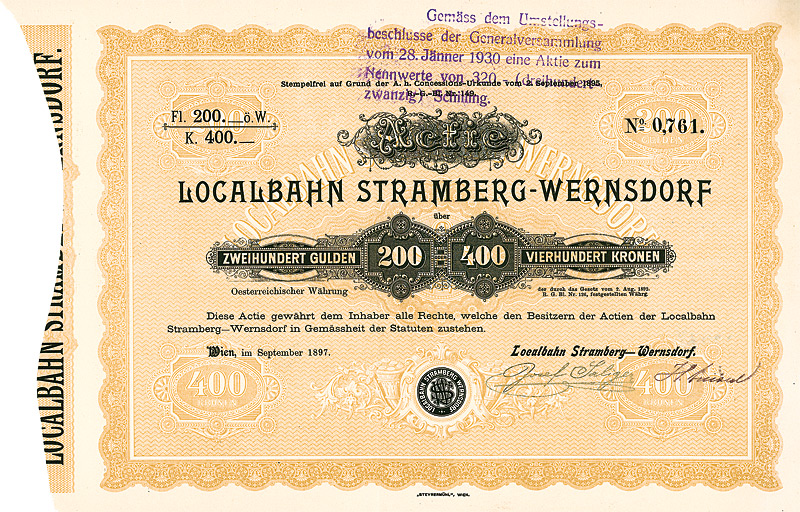
Aktie über 200 Gulden der Localbahn Stramberg-Wernsdorf vom September 1897

Am 2. September 1895 wurde der Firma Lindheim & Comp. die Konzession „zum Baue und Betriebe einer als normalspurige Localeisenbahn auszuführenden Locomotiveisenbahn von der Station Wernsdorf der Linie Kojetein–Bielitz der privilegierten Kaiser Ferdinands-Nordbahn zur Station Stramberg der Stauding-Stramberger Localbahn“ erteilt. Das Aktienkapital der Gesellschaft betrug insgesamt 1.040.000 Kronen in 2600 Stück Stammaktien zu je 400 Kronen.
Am 25. Juli 1896 wurde die Strecke eröffnet.
Den Betrieb führte die Lokalbahn Stramberg–Wernsdorf zunächst selbst aus. Ab dem 1. Januar 1903 wurde diese Aufgabe der Kaiser Ferdinands-Nordbahn (KFNB) übertragen. Nach deren Verstaatlichung ging die Betriebsführung 1907 an die k.k. österreichischen Staatsbahnen (kkStB) über. Nach dem Ersten Weltkrieg traten an Stelle der kkStB die neu gegründeten Tschechoslowakischen Staatsbahnen ČSD.
Im Jahr 1942 ging die Lokalbahn Stramberg–Wernsdorf in der Stauding-Stramberger Eisenbahn auf. Das neue Eisenbahnunternehmen firmierte fortan als Eisenbahn AG Stauding–Stramberg–Wernsdorf / Železniční akciový společnost Studénka–Štramberk–Veřovice. Zum 1. Januar 1951 wurde die Gesellschaft verstaatlicht und ins Netz der ČSD integriert.

## Lokomotiven
Die Lokalbahn Stramberg–Wernsdorf beschaffte zwei dreifach gekuppelte Lokalbahn-Tenderlokomotiven von Krauss in Linz mit den Namen WILHELM und CARL. Bei der  KFNB trugen sie später die Nummern 904" und 920 der Gattung IX. Bei den kkStB waren die Lokomotiven in die Reihe 162 eingeordnet (162.41 und 42).